# Detour - Deviazione per l'inferno
Detour - Deviazione per l'inferno è un film del 1945 diretto da Edgar G. Ulmer.
La pellicola è tratta dall'omonimo romanzo di Martin Goldsmith, adattato per il cinema dall'autore stesso.

## Trama
Al Roberts, un pianista squattrinato di New York, suona in uno modesto locale, dove si esibisce come cantante la sua ragazza Sue Harvey. I due sono insoddisfatti della loro vita e, pur avendo intenzione di sposarsi, non hanno prospettive future. Un giorno Sue decide di andare a cercare fortuna a Los Angeles, nonostante la delusione di Al. Un po' di tempo dopo Al decide di raggiungere la ragazza in autostop, avendo con sé solo pochi dollari.
Quando è già in Arizona ottiene un passaggio dal facoltoso signor Haskell. Questi si offre di portarlo fino a destinazione, dato che è diretto a Los Angeles per effettuare una scommessa su un cavallo. Al nota delle ferite sulla mano dell'uomo, e questi gli spiega che sono i graffi di una ragazza che ha lasciato lungo la strada dopo un litigio.
Quindi, dopo una sosta per la cena, Al sostituisce alla guida Haskell, che si addormenta profondamente. Fermatosi per alzare la capote dell'auto per ripararsi dalla pioggia, Al non riesce a svegliare Haskell. Quando apre la portiera, Haskell, ancora privo di conoscenza, cade rovinosamente a terra battendo la testa su un masso.
Nonostante Haskell sia probabilmente morto nel sonno, a causa della ferita alla testa, Al si convince che nessuno crederà a un incidente. Decide perciò di nascondere il cadavere e proseguire il viaggio da solo, assumendo l'identità del morto dopo avergli sottratto documenti e soldi. Entra così in California spacciandosi per Haskell e, dopo una sosta in un motel, dà un passaggio ad una ragazza a cui però non può mentire. Infatti lei è Vera, la ragazza con cui Haskell aveva litigato e che ora lo crede un impostore e un assassino.
Vera minaccia di denunciarlo, così Al accetta le sue condizioni e, giunti nei pressi di Los Angeles, affitta con lei una piccola abitazione. Alla notizia che il ricchissimo padre di Haskell è in fin di vita, Vera vuole che Al impersoni suo figlio per riscuoterne l'eredità. Dal momento che lui non se la sente di spingersi fino a questo, lei minaccia di telefonare alla polizia. Al, nel cercare di strappare il filo del telefono che lei ha già impugnato, ne determina l'accidentale morte.
Stavolta, sebbene involontariamente, è stato certamente lui a causare questa nuova morte e dunque la sua posizione si è notevolmente aggravata. Al sente che un inesorabile destino lo ha segnato, impedendogli di raggiungere l'amata Sue e tracciando suo malgrado una scia di sangue dietro di sé, che, benché lui provi a fuggire, lo porterà inevitabilmente ad essere arrestato e a pagare ben oltre le sue responsabilità. Decide perciò di abbandonare Sue e di fuggire, consapevole che è l'unica possibilità perché possa sfuggire a un destino che sembra segnato.

## Produzione
Sei giorni di riprese e pochi ambienti furono sufficienti a Ulmer per realizzare con un budget bassissimo quello che viene considerato il suo capolavoro. Nato come film di serie B, è infatti diventato col tempo un film oggetto di studio e di culto da parte dei più grandi cineasti, tra i quali Martin Scorsese.

## Distribuzione

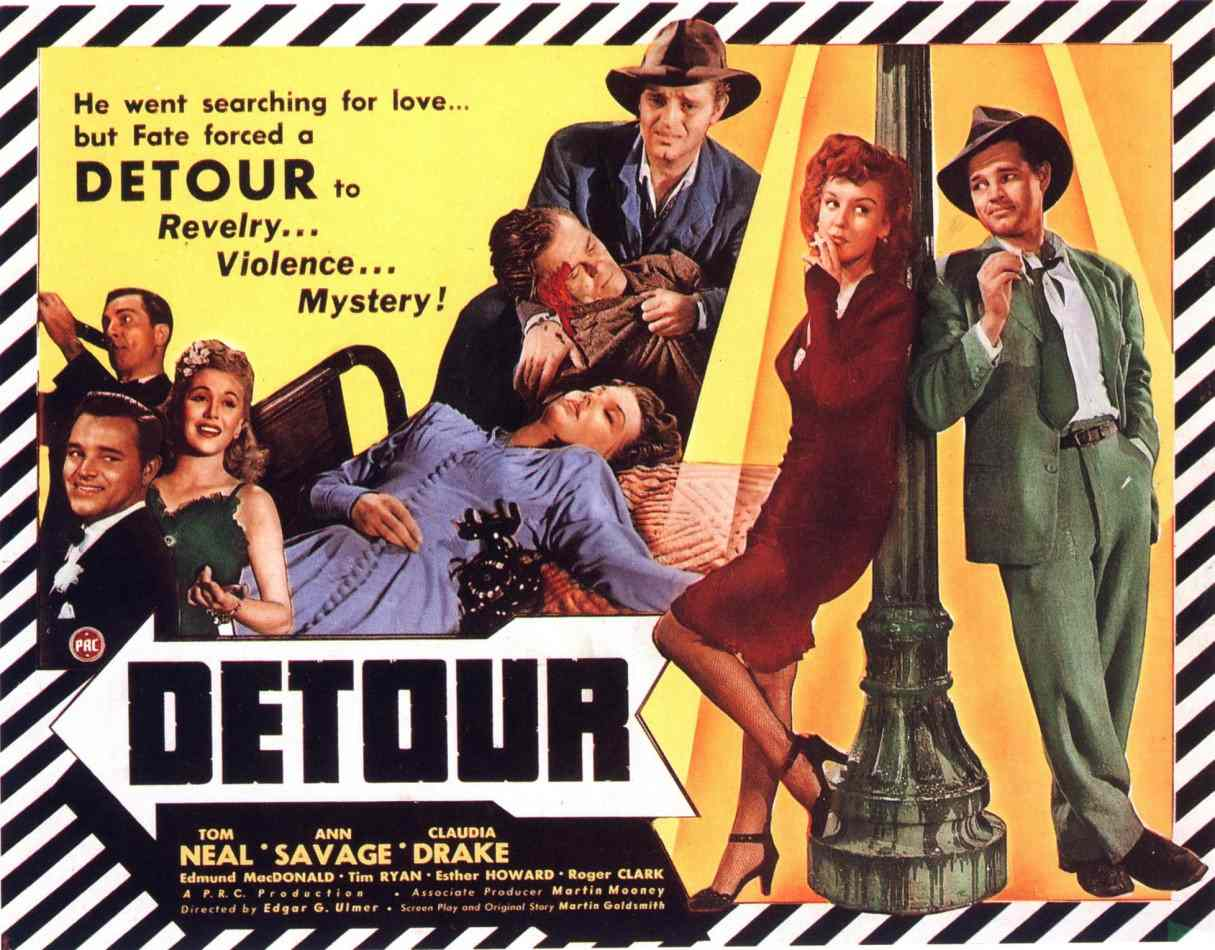
Locandina originale del film

Per il mercato home video italiano il film è stato distribuito sia con il titolo originale, che con i titoli Detour - Autostrada per l'inferno e Deviazione per l'inferno.

## Accoglienza
Il critico Peter Bogdanovich disse: «Nessuno ha mai fatto buoni film in meno tempo e con meno denaro di Edgar G.Ulmer».
Sebbene si tratti di un film a basso budget, con il passare degli anni ha riscosso via via considerazione e apprezzamenti fino al prestigioso riconoscimento, avvenuto nel 1992, di essere selezionato per la conservazione nel National Film Registry della Biblioteca del Congresso degli Stati Uniti.